# Gargara majuscula
Gargara majuscula är en insektsart som beskrevs av William Lucas Distant 1908. Gargara majuscula ingår i släktet Gargara och familjen hornstritar. Inga underarter finns listade i Catalogue of Life.